# Lambert T. Koch
Lambert Tobias Koch (* 23. Juli 1965 in Hering bei Darmstadt) ist ein deutscher Wirtschaftswissenschaftler und Präsident des Deutschen Hochschulverbandes.

## Leben
Koch studierte in Mainz und Würzburg Wirtschaftswissenschaften und erwarb ein Diplom in Volkswirtschaftslehre. Nach seiner Promotion habilitierte er sich an der Friedrich-Schiller-Universität Jena und übernahm dann im Jahr 1999 einen Lehrstuhl an der Bergischen Universität Wuppertal mit der heutigen Denomination „Wirtschaftswissenschaft, insbes. Unternehmertum, Innovation und Transformation“ (zunächst: „... insbes. Unternehmensgründung und Wirtschaftsentwicklung“). In Wuppertal wurde er zudem Direktor des Instituts für Gründungs- und Innovationsforschung (IGIF). Außerdem folgte er Einladungen zu Gastprofessuren nach Cleveland (USA), Klagenfurt (Österreich) sowie Košice (Slowakei). Von Oktober 2005 bis Juni 2008 war Koch Dekan der wirtschaftswissenschaftlichen Fakultät der Bergischen Universität Wuppertal, deren Profilierung zur „Schumpeter School of Business and Economics“ er mitverantwortete sowie von September 2008 bis August 2022 drei Amtsperioden lang Rektor der Universität.
Koch wirkte darüber hinaus von 2018 bis 2022 vier Jahre als Vorsitzender der Landesrektorenkonferenz NRW. In diesem Kontext gehörte er zu den Protagonisten der Gründung der Digitalen Hochschule NRW und zu ihrem Gründungsvorstand. Außerdem ist er Vorsitzender des Hochschulrats der Hochschule Fresenius, Mitglied im Hochschulrat der Fernuniversität Hagen, Mitglied im Kuratorium des Stifterverbands für die Deutsche Wissenschaft, sowie Mitglied in Kuratorien bzw. Präsidien wissenschaftsnaher Stiftungen, wie der Dr. Werner Jackstädt-Stiftung und der Deutschen Universitätsstiftung.
Kochs wissenschaftliches Interesse gilt vor allem den Bereichen Gründungsförderung, Innovations- und Technologiepolitik, Strategische Netzwerke sowie regionale und internationale Wirtschaftsentwicklung einschließlich Transformationsforschung. Daneben erfolgt eine Beschäftigung mit wissenschaftstheoretischen und evolutionsökonomischen sowie hochschulpolitischen Fragestellungen. Die Ergebnisse seiner wissenschaftlichen Arbeit sind in zahlreichen Büchern, Zeitschriftenaufsätzen und Zeitungsbeiträgen veröffentlicht. Von Herbst 2011 bis Herbst 2012 wirkte er auf Einladung des Bundeskanzleramtes als Experte beim „Zukunftsdialog der Bundeskanzlerin“ mit.
Im Oktober 2021 wurde bekannt, dass Lambert T. Koch sich nicht wieder zur Wahl stellt und sich zum 1. September 2022 von seinem Amt als Rektor der Bergischen Universität Wuppertal zurückzieht. Seine Nachfolgerin wurde Birgitta Wolff. Am 4. April 2023 wurde Koch einstimmig, in Nachfolge von Bernhard Kempen, zum Präsidenten des Deutschen Hochschulverbandes (DHV) mit Hauptsitz in Bonn gewählt.

## Auszeichnungen
- Promotionspreis der Universität Jena 1996 (Gesellschaft der Freunde und Förderer der Friedrich-Schiller-Universität Jena)
- Wuppertal Botschafter seit 2007 (ernannt durch Oberbürgermeister der Stadt Wuppertal)
- Rektor des Jahres 2011,[11] 2014,[12] 2017 und 2019 (jeweils Deutscher Hochschulverband)
- Finalist im Rahmen der Auszeichnung zum Hochschulmanager des Jahres 2012 sowie zum Hochschulmanager des Jahres 2015 (Centrum für Hochschulentwicklung in Zusammenarbeit mit Financial Times Deutschland bzw. Die Zeit)
- Goldene Schwebebahn 2013 (Ehrenzeichen des Stadtverbandes der Bürger- und Bezirksvereine Wuppertal)
- Ehrenpromotion zum Dr. h. c. der Technischen Universität Košice (Slowakei) 2016
- Honorarprofessor der Alpen-Adria-Universität Klagenfurt (Österreich) 2019[13]
- Rektor des Jahrzehnts, Ehrung durch den Deutschen Hochschulverband 2019[14]
- Bergischer Zukunftspreis, Kategorie „Lebenswerk“, Ehrung durch Bergische Industrie- und Handelskammer (IHK), die Handwerkskammern Remscheid und Wuppertal-Solingen, die Volksbank sowie die drei Tageszeitungen Westdeutsche Zeitung, Remscheider General-Anzeiger und Solinger Tageblatt, 2022[15]
- Ehrenring der Stadt Wuppertal, Verleihung durch den Oberbürgermeister auf Beschluss des Rates der Stadt Wuppertal, 2022[16]
- Auswahl als einer der „100 entscheidenden Köpfe der deutschsprachigen Wissenschafts-Szene“, Kategorie Verbände (Medien-Portal „Research.Table“) 2024[17]